# Koncentrirani mošt
Koncentrirani mošt je u Republici Hrvatskoj, u smislu Pravilnika o proizvodnji vina, proizvod od grožđa. To je nekaramelizirani mošt koji je dobiven djelomičnom dehidracijom mošta koja je provedena dopuštenim postupkom različitim od djelovanja topline, pri čemu je stupanj koncentriranosti pri 20°C mjereno refraktometrom najmanje 50,9 %. Smije biti isključivo dobiven od sorata vinove loze sukladno članku 2. Zakona o vinu te dobiven iz mošta koji sadrži najmanju volumnu alkoholnu jakost propisanu za vinogradarsku zonu u kojoj je grožđe ubrano.